# Melissa Sue Anderson
Melissa Sue Anderson (ur. 26 września 1962 w Berkeley) – amerykańska aktorka filmowa i telewizyjna; pojawiła się na ekranach już jako dziecko – przede wszystkim w roli Mary Ingalls w familijnym serialu pt. Domek na prerii, na którego planie spędziła 7 lat.
Kolejne jej role to przede wszystkim gościnne występy w popularnych wówczas serialach, np. Statek miłości czy Alfred Hitchcock przedstawia.
W latach 90. ograniczyła swoje występy i od tej pory pojawiała się jedynie sporadycznie. W roku 2010 ukazała się jej autobiografia The Way I See It: A Look Back at My Life on Little House.

## Filmografia

### Filmy
- 2007 Marco Polo jako matka
- 2006 Osiem jako pacjentka szpitala
- 2006 10.5: Apokalipsa jako pierwsza dama Megan Hollister
- 2000 Thin Ice jako Tanya Ferguson
- 2000 ’70s: The Decade That Changed Television, The jako ona sama
- 1998 Trzęsienie ziemi w Nowym Jorku jako dr Marilyn Blake
- 1997 Joy of Natural Childbirth
- 1991 Dead Men Don't Die jako Dulcie Niles
- 1990 Zakazane noce
- 1989 The Return of Sam McCloud jako Colleen McCloud
- 1989 Looking Your Best
- 1988 Memories of Manon jako Yvette Marcel
- 1988 Daleko na północy jako młoda pielęgniarka
- 1988 Klub samobójców jako Laura Donovan w TV
- 1986 Dark Mansions jako Noelle Drake
- 1984 Płomień zemsty jako Kukki
- 1984 Chattanooga Choo Choo jako Jennie
- 1983 Pierwszy romans jako Toby King
- 1982 Niewinna miłość jako Molly Rush
- 1982 Hollywood’s Children
- 1981 Upiorne urodziny jako Virginia Wainwright
- 1981 Advice to the Lovelorn jako Maureen Tyler
- 1981 Midnight Offerings jako Vivian Sotherland
- 1980 Where Have All the Children Gone
- 1979 Dawno, dawno temu, był sobie mały domek... jako Mary Ingalls-Kendall
- 1979 Survival of Dana jako Dana Lee
- 1979 Skatetown, U.S.A.
- 1979 Which Mother Is Mine? jako Alex Benton
- 1977 James at 15 jako Lacey Stevens
- 1977 Beat the Turtle Drum jako Kate
- 1976 Loneliest Runner, The jako Nancy Rizzi
- 1974 Domek na prerii jako Mary Ingalls

### Seriale
- 2006 I Love the ’70s: Volume 2 jako ona sama
- 1996 E! True Hollywood Story jako ona sama
- 2004 The Ultimate Hollywood Blonde jako ona sama
- 1994–1995 Prawo Burke’a jako Michelle Ryder
- 1993 Intimate Portrait jako ona sama
- 1985–1989 Alfred Hitchcock Presents jako Laura Donovan (1988) / Julie Fenton (1989)
- 1985–1989 The Equalizer jako Yvette Marcel
- 1984–1985 Finder of Lost Loves jako Nikki Gatos
- 1984−1996 Napisała: Morderstwo jako Eve Crystal
- 1983–1988 Hotel jako Cassie Ray
- 1981–1984 Spider-Man and His Amazing Friends jako Kitty Pryde
- 1978–1984 Fantasy Island jako Amy Marson
- 1977–1986 Statek miłości jako Jennifer
- 1977–1983 CHiPs jako ona sama
- 1974–1983 Domek na prerii jako Mary Ingalls Kendall
- 1972-1995 ABC Afterschool Specials jako Alexandria „Alex” Benton/Kate
- 1969-1974 The Brady Bunch jako Millicent
- 1964–1972 Ożeniłem się z czarownicą jako dziewczyna